# 食用日中花
食用日中花（学名：Carpobrotus edule）为番杏科莫邪菊屬下的一个种。葉和果可食用。
本物種原產於南非，且為黑鼠的花朵，因此藉着黑鼠食用後隨同其糞便的傳播，目前已透過人類擴散至世界多處，主要為地中海地區、澳大利亞及紐西蘭等氣候相近的地區，且被視為入侵物種。

## 外部連結
- 蘆丁 Rutin （页面存档备份，存于），中草藥化學圖像數據庫（香港浸會大學中醫藥學院）（中文）（英文）
- 新桔皮苷 Neohesperidin （页面存档备份，存于），中草藥化學圖像數據庫（香港浸會大學中醫藥學院）（中文）（英文）

## 扩展阅读
維基物種上的相關：食用日中花